# 学園X
神代七代　学園Ｘ（かみよななよ　がくえんえっくす）
2009年4月開始。REXiが運営するPBWの第2弾。次代の勇者を育てるために開校したローレック守護精霊学校（ローレック・ルミナ・スクール）を舞台としたファンタジー学園物である。戦闘や冒険的シナリオに加え、学園生活をテーマとしたシナリオも数多くリリースされている。

## 主なスタッフ
- 冴島鋭士（さえじま えいじ）

REXiのPBW事業統括責任者。ゲームシステムや根幹設計を担当。
- 畑下はるこ（はたした　はるこ）

学園Xのコンセプトワーカー。基本運営を担当している。
- 梶浦利明（かじうら　としあき）

システムエンジニア。
- Ｋ次郎（けいじろう）

シナリオディレクター。
- カランコエ（からんこえ）

シナリオディレクター。

## ワールドガイド序文
ようこそ、大いなるルミナに導かれし英雄の卵たち

ローレック守護精霊学校（Loireag Rumina school）は、君達を心より歓迎する

初代校長　グラント・シュライカー

──待ち受けるは千年封ぜられし神秘の島

　君達がこれから4年の時を過ごすのは、開放されし聖域、オーディア島だ。我々の住まうコモンヘイム（人間界）の北西部に位置し、南北500kmにも及ぶ広大な土地の大半は、確かな記録の存在しない未知の領域である。

　島の南西部には、天の海を貫く霊峰「月のシーハリオンの丘」が聳え、北部にはデュルヘイム（魔界）に繋がるとされる「デュルガーの割れ目」が口を開ける。まさに人知を超えた世界の繋ぎ目とも言える場所であり、本来、我々コモン（人間）が気安く踏み入って良い場所ではない。

　紀元前、ここには賢人王オーディアが統治する豊かな王国が存在し、また神々の長き争いの時代「神代七代」においては、幾度となく熾烈な戦いの舞台となった災厄の地でもある。そして、この気が遠くなる程に長い争いの時代を終わらせたコモンの英雄ローレックが、大いなる記憶を残した地とされ、彼が没した後、その魂の安息を守るため、ノルン（女神）達はこの島を聖域と定め、人が踏み入ることを固く禁じていた。

　この禁が解かれたのは、精霊暦1000年のこと。僅か9年前である。

## キャラクタークラス
ヴォルセルク Wolserkr（狼を纏う者）

　身体能力に優れた、いわゆる戦士クラス。様々な武具を使い、また、戦技といわれる格闘系戦闘技術を使いこなす。
キュベレー Kybele（生死を司る者）

　知性と精神力に優れた、いわゆる僧侶クラス。治癒系の魔法に加え、本ゲームの最大の敵であるデュルガーに対する対抗手段を持つ。
パドマ Padmas（四季を操る者）

　知性と知覚力に優れた、いわゆる魔法使いクラス。多彩な攻撃魔法によりクラス中最大の火力を誇る。また、モンスター知識を最も修得しやすい。
ホーキポーキ Hokeypokey（奇術を披露する者）

　器用かつ俊敏なクラスであり、育て方によって盗賊系、学者系、シューター系と特徴が分かれる。様々な錬金術（錬金プレイング、量産錬金）を行うことができ、アイデア次第で様々なアイテムを生み出すことができる。

## キャラクター種族
ヒューマン

　いわゆる人間。全てのクラスに適合し、逆にこれといって特徴もない。
ライトエルフ

　2010年3月に追加された種族。

　細身色白、尖った耳と端正な容姿、加えて高い知性をもった妖精族。

　寿命は人間のおよそ3倍で200年程度。0～25歳までは人間と同程度の成長をするが、そこから急激に成長（老化）が緩やかなものとなる。
ドワーフ

　2010年3月に追加された種族。

　伝統を重視する頑固で生真面目な、身長150cmほどの妖精族。

　体毛、特に髭が濃く、総じて髭スタイルを褒められると喜び、種族としての誇りでもある。人間に匹敵するほどの知性と体力に加え、優れた手先の器用さを持つ。
ケットシー

　2010年3月に追加された種族。

　直立した猫の姿をした、身長120cmほどの妖精族。

　鋭敏さと感覚力に優れ、人間の４倍のジャンプ力と着地力を持つ。知性や精神年齢は低く、人間の10歳児程度であり（入学できるような）賢い者で12歳程度。人間の姿に変身する特殊能力を持つが、ネコ耳ネコ尻尾が残ってしまうという欠点がある。
パラ

　2011年3月に追加された種族。

　人間の子供のような姿をした、身長130cmほどの妖精族。
　手先が器用で身のこなしが素早いが、体力には劣り、難しいことを考えるのも苦手である。
　人心を惑わすモンスターの特殊能力に対する耐性を持つ。
メロウ

　2011年3月に追加された種族。

　上半身は人間、下半身は魚という特異な姿の、身長160cmほどの妖精族。
　水中で自由自在に活動することができ、また、人間に変身することで地上活動もこなす。

## 関連サイト
- 神代七代学園Ｘ公式サイト（REXi）
- レクシィ株式会社（REXi）